# Horacio Simaldone
Horacio Pedro Simaldone (Salto, Provincia de Buenos Aires, Argentina, 7 de agosto de 1958) es un exfutbolista argentino. Jugaba de puntero y su primer equipo fue San Lorenzo de Almagro de Argentina.

## Trayectoria
En 1979, Alfredo Asfura de Unión Española fue en busca del argentino (por encargo de Abel Alonso), siendo fichado por dicho club el 3 de marzo. Tras cuatro campañas con el club hispano, fichó por Colo-Colo. En el club albo logró obtener el título de Primera División en 1983 y permaneció hasta 1986.
Se retiró del fútbol profesional en 1994, tras sufrir una grave lesión del músculo cuádriceps femoral del miembro inferior izquierdo, de la cual decidió no operarse.
Años tras su retiro, incursionó en la representación de futbolistas junto a Óscar Baquella, excompañero suyo en Unión Española. Actualmente se encuentra radicado en La Serena, donde se desempeña como veedor regional, dentro del proyecto Casa Alba de Colo-Colo.

## Vida personal
Simaldone contrajo matrimonio con la entonces modelo de televisión Francesca Franzese en 1981. Con la italiana residente en Chile tuvo una hija, llamada María Francesca. En 1985 la pareja se separó por diferencias de carácter. Después se puso en pareja con una argentina y tuvo una hija: Florencia Simaldone (1998), luego otra hija llamada Melany con otra argentina.

## Clubes
| Club           | País      | Año       |
| -------------- | --------- | --------- |
| San Lorenzo    | Argentina | 1977-1978 |
| Unión Española | Chile     | 1979-1982 |
| Colo-Colo      | Chile     | 1983-1985 |
| O'Higgins      | Chile     | 1986-1987 |
| Deportes Arica | Chile     | 1988      |
| Everton        | Chile     | 1989      |
| Cobreandino    | Chile     | 1990-1991 |
| Everton        | Chile     | 1992-1994 |

## Palmarés

### Campeonatos nacionales
| Título                                  | Club      | País  | Año  |
| --------------------------------------- | --------- | ----- | ---- |
| Campeonato Nacional                     | Colo-Colo | Chile | 1983 |
| Copa Polla Gol                          | Colo-Colo | Chile | 1985 |
| Campeonato Apertura de Segunda División | O'Higgins | Chile | 1986 |